# Árvore-do-pão
A árvore-do-pão (Artocarpus altilis) é uma espécie de árvore florida da família das amoreiras e jacas (Moraceae). Seu nome é derivado da textura da fruta moderadamente madura quando cozida, semelhante ao pão recém assado, e por seu sabor de batata. Pode superar os 20 metros de altura e suas folhas são grandes e brilhantes.
Acredita-se que é uma descendente domesticada da Artocarpus camansi, originária da Nova Guiné, Ilhas Molucas e Filipinas. Foi inicialmente espalhada para a Oceania através da expansão austronésia. Foi ainda mais espalhada para outras regiões tropicais do mundo durante a Era Colonial. Navegadores britânicos e franceses introduziram algumas variedades polinésias sem sementes nas ilhas do Caribe durante o final do século XVIII. Hoje é cultivada em cerca de 90 países no sul e sudeste da Ásia, no Oceano Pacífico, no Caribe, na América Central e na África.
As árvores foram amplamente plantadas em regiões tropicais, incluindo terras baixas da América Central, norte da América do Sul e Caribe. Além da fruta servir como alimento básico em muitas culturas, a madeira leve e robusta tem sido usada para a construção barcos, cordas e casas.
A fruta-pão está intimamente relacionada com a Artocarpus camansi (fruta-pão-seminífera), Artocarpus blancoi (tipolo ou antipolo) das Filipinas e Artocarpus mariannensis (dugdug) da Micronésia, todas as quais às vezes são também conhecidas como "fruta-pão". Também está intimamente relacionada com a jaca (Artocarpus heterophyllus).

## Descrição

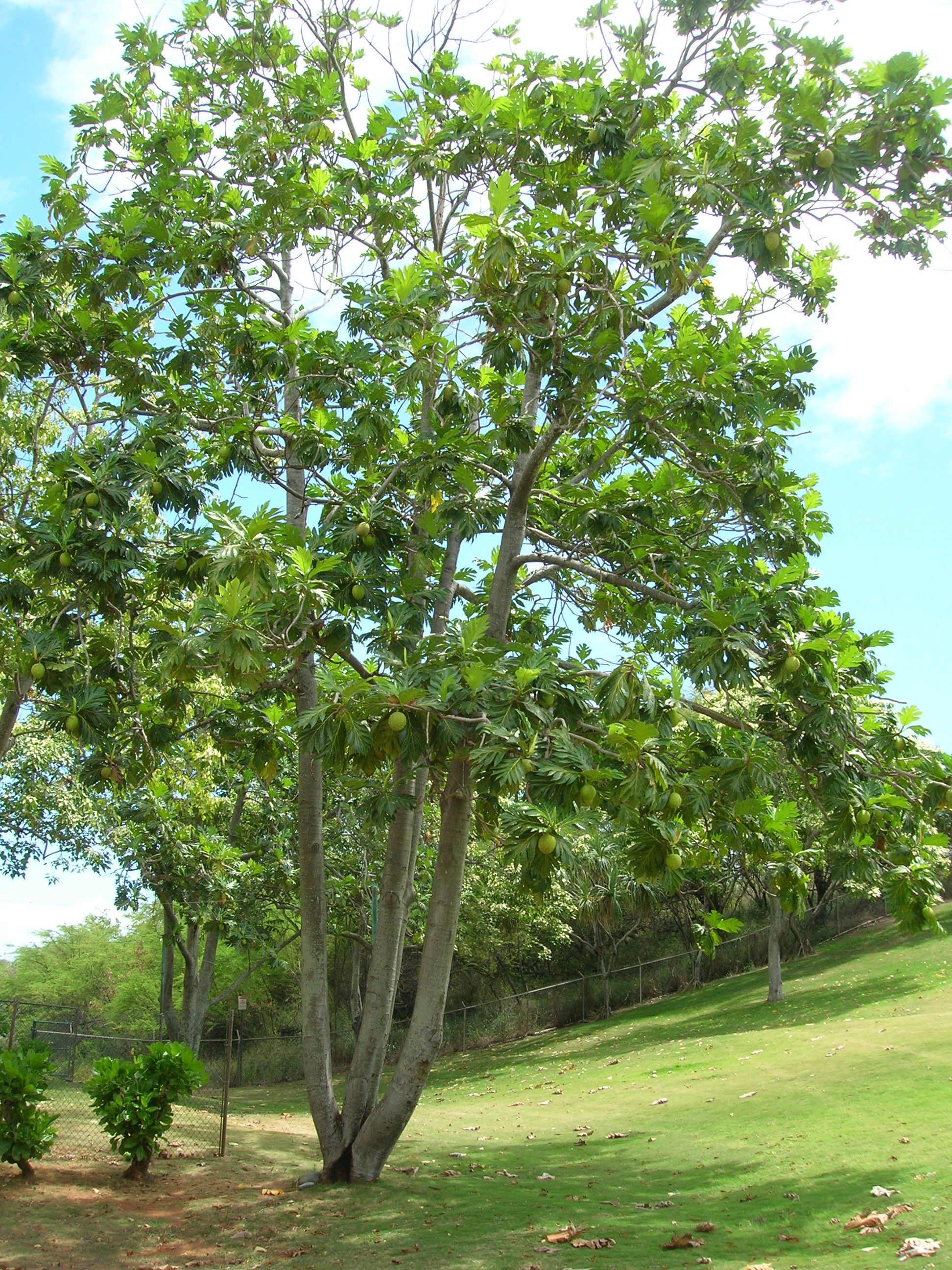
Árvore-do-pão no Keopuolani Park, em Maui

A arvore-do-pão pode atingir uma altura de 26 metros (85 pé). As folhas são grandes e grossas, sendo profundamente cortadas em lóbulos pinados. Possuem um formato oval e são verde brilhantes. Todas as partes da árvore produzem látex, que é útil para a calafetagem de barcos.
As árvores são monóicas, com flores masculinas e femininas crescendo na mesma árvore. As flores masculinas surgem primeiro, seguidas logo depois pelas flores femininas. A polinização é cruzada, embora a frutificação não dependa da polinização. A polinização ocorre principalmente por morcegos frugívoros.
A árvore-do-pão é uma das plantas alimentícias de maior rendimento, com uma única árvore produzindo de 50 a 150 frutas por estação. Esta média foi observada nas plantações do Pacífico Sul, onde os frutos eram geralmente redondos, ovais ou oblongos, pesando 0,25 a 6 kgs.
A produtividade de frutos varia entre áreas úmidas e secas. Estudos em Barbados indicam um potencial razoável de 15-30 toneladas por hectare.
O fruto ovoide possui uma superfície áspera e cada fruto é dividido em muitos aquênios, cada aquênio cercado por um perianto carnoso e crescem em um receptáculo carnoso. A maioria das cultivares criadas seletivamente têm frutas sem sementes. A fruta-pão é geralmente propagada usando estacas de raiz.

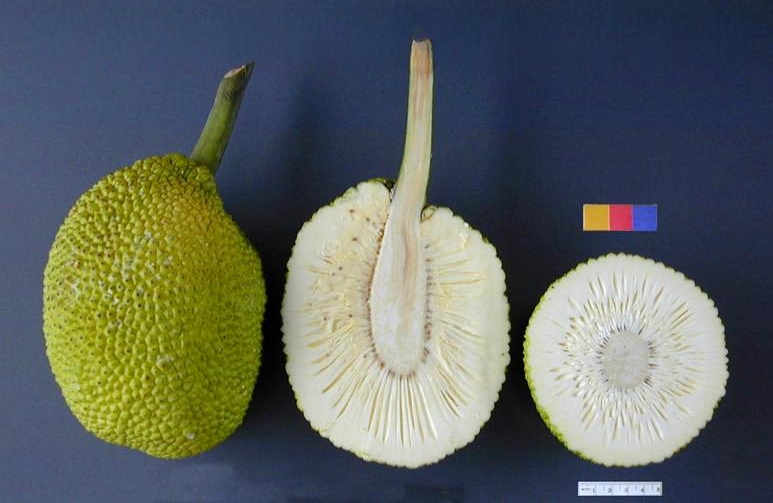
A fruta-pão inteira, fatiada longitudinalmente e de modo transversal

A árvore-do-pão está intimamente relacionada com a fruta-pão-seminífera (Artocarpus camansi), também conhecida como fruta-pão de caroço. É semelhante em aparência ao seu parente do mesmo gênero, a jaca (Artocarpus heterophyllus). Algumas publicações consideram que as espécies são "primas." Ambas chegam a ser confundidas, mas diferenciam-se pelo tamanho (a jaca é maior), o sabor (a jaca é mais doce) e o uso culinário.
A fruta-pão tem centenas de variedades e milhares de nomes comuns que variam de acordo com sua distribuição geográfica, sendo cultivada em cerca de 90 países. Dentre seus nomes populares, é conhecida como pana, castanheira, fruta-pão-de-massa, rima e jaca-de-pobre.
A intimamente relacionada Artocarpus camansi pode ser distinguida da árvore-do-pão por ter frutos espinhosos com numerosas sementes. Já a Artocarpus mariannensis pode ser distinguida por ter frutos alongados verde-escuros com polpa amarela mais escura, bem como folhas inteiras ou com lóbulos rasos.

### Propagação
A fruta-pão é propagada principalmente por sementes, embora quando não possua sementes possa ser propagada por aproveitadores que crescem nas raízes superficiais da árvore. As raízes podem ser propositalmente feridas para induzir o crescimento de aproveitadores; após, são separadas da raiz e plantadas em um vaso ou diretamente transplantadas para o solo. A poda também induz o crescimento de aproveitadores. As mudas com aproveitadores são colocadas em sacos plásticos contendo uma mistura de terra, turfa e areia, e mantidas à sombra enquanto umedecidas com fertilizante líquido. Quando as raízes estão desenvolvidas, o transplante é colocado a pleno sol até o momento do plantio no pomar.
Para propagação em maior volume, prefere-se estacas de raiz, utilizando segmentos de cerca de 2 polegadas (10 cm) de espessura e 9 polegadas (20 cm) de cumprimento. O enraizamento pode levar até 5 meses para se desenvolver, com as árvores jovens prontas para o plantio quando atingem 2 pés (60 cm) de altura.

## Taxonomia
De acordo com estudos que utilizaram a impressão digital de DNA, o ancestral selvagem da fruta-pão é a fruta-pão-seminífera (Artocarpus camansi), que é nativa da Nova Guiné, das Ilhas Molucas e das Filipinas. Foi uma das plantas transportadas em embarcações que foram espalhadas pelos viajantes austronésios há cerca de 3.000 anos na Micronésia, Melanésia e Polinésia, onde não era nativa.
A fruta-pão-seminífera foi domesticada e criada seletivamente na Polinésia, dando origem ao Artocarpus altilis, quase sem sementes. A fruta-pão da Micronésia também mostra evidências de hibridação com a nativa Artocarpus mariannensis, enquanto a maioria das cultivares polinésias e melanésias não. Isso indica que a Micronésia foi inicialmente colonizada separadamente da Polinésia e da Melanésia por meio de dois eventos migratórios diferentes que mais tarde entraram em contato um com o outro no leste da Micronésia.

## Distribuição e habitat

Extensão da expansão austronésia que transportou colheitas como a fruta-pão, banana e coco pelas ilhas do Indo-Pacífico

A árvore-do-pão é uma espécie da planície equatorial. Foi espalhada de sua fonte no Pacífico para muitas regiões tropicais. A planta cresce melhor abaixo de altitudes de 650 metros (2 100 pé), mas é encontrada em elevações de 1 550 metros (5 100 pé). Os solos preferidos são neutros a alcalinos (pH de 6,1 – 7,4) e areia, franco-arenoso, franco-argiloso ou franco- arenoso. A fruta-pão é capaz de crescer em areias de coral e solos salinos. A fruta-pão é ultratropical, exigindo uma faixa de temperatura de 16–38 °C (61–100 °F) e uma precipitação anual de 2 000−2 500 milímetros (78 641,73 pol).
Em 1769, Joseph Banks estava estacionado no Taiti como parte da expedição Endeavour, que era comandada pelo capitão James Cook. A busca do final do século XVIII por fontes de alimentos baratos e de alta energia para escravos nas colônias britânicas levou os administradores coloniais e proprietários de plantações a pedir que a fruta-pão fosse trazida para o Caribe. Como presidente da Royal Society, Banks forneceu uma recompensa em dinheiro e uma medalha de ouro pelo sucesso nessa empreitada e foi exitoso em seu lobby para que fosse realizada uma expedição naval britânica. Em 1791, após uma viagem malsucedida ao Pacífico Sul para coletar as plantas, a bordo do HMS Bounty, William Bligh comandou uma segunda expedição com a embarcação Providence e a Assistant, que coletou frutas-pão sem sementes no Taiti e as transportou para Santa Helena, no Atlântico, e St. Vincent e Jamaica, nas Índias Ocidentais.
Embora sejam amplamente distribuídos por todo o Pacífico, muitos híbridos e cultivares da fruta-pão não têm sementes ou são biologicamente incapazes de se dispersar naturalmente por longas distâncias. Portanto, é claro que os humanos ajudaram na distribuição da planta no Pacífico, especificamente grupos pré-históricos que colonizaram as ilhas do Pacífico. Para investigar os padrões de migração humana em todo o Pacífico, os cientistas usaram a datação molecular de híbridos e cultivares de fruta-pão em conjunto com dados antropológicos. Os resultados apoiam a hipótese de migração de oeste para leste, na qual acredita-se que o povo Lapita tenha viajado da Melanésia para várias ilhas da Polinésia.

## Nutrição
A fruta-pão é formada por 71% de água, 27% de hidratos de carbono e 1% de proteína. A quantidade de gordura é insignificante. Em uma porção de 100 g (3.5 oz), foi considerada uma fonte rica (35% do valor diário) de vitamina C e uma fonte moderada de tiamina e potássio (10% cada), sem outros nutrientes com teor significativo.

## Usos

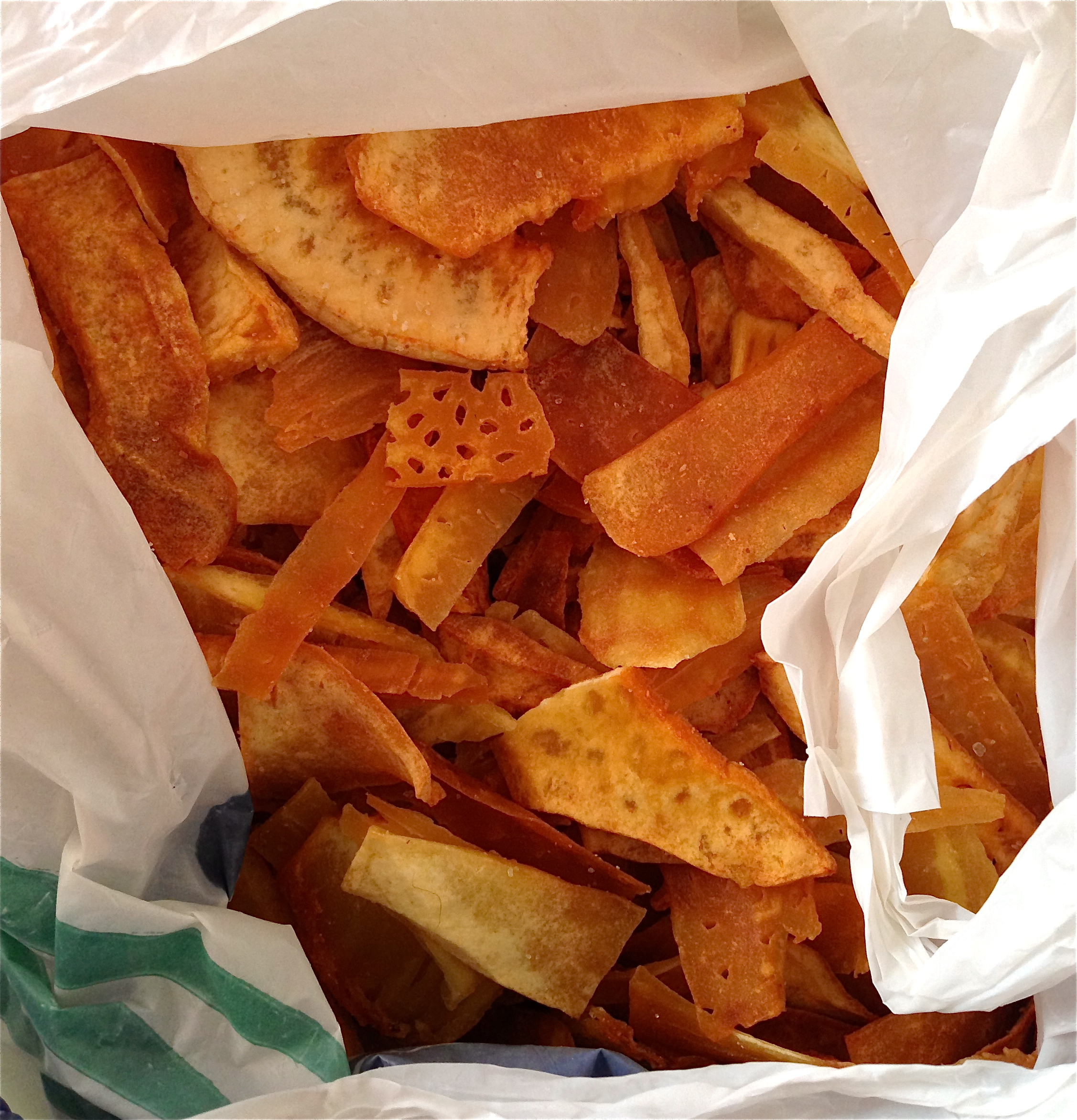
Fruta-pão fatiada e frita

### Comida
A fruta-pão é um alimento básico em muitas regiões tropicais. A maioria das variedades de fruta-pão produz frutos durante todo o ano. Frutas maduras e verdes têm usos culinários; a fruta-pão verde é cozida antes do consumo. Antes de serem consumidas, as frutas são torradas, assadas, fritas ou cozidas. Quando cozida, o sabor da fruta-pão moderadamente madura é descrito como semelhante à batata ou ao pão recém-assado. Além de ser comestível crua, a fruta-pão pode ser moída como farinha e as sementes podem ser cozidas para consumo.
Uma arvore-do-pão pode produzir 200 kgs de frutos a cada temporada. Como as árvores geralmente produzem grandes colheitas em certas épocas do ano, a preservação dos frutos colhidos é um problema. Uma técnica tradicional de preservação é enterrar frutas descascadas e lavadas em um poço forrado de folhas, onde fermentam por várias semanas e produzem uma pasta azeda e pegajosa. Armazenado deste modo, o produto pode durar um ano ou mais, e alguns caroços produziram conteúdos comestíveis mais de 20 anos depois.

#### Sul da Asia
No Sri Lanka, é cozida como curry com leite de coco e especiarias (que se torna um acompanhamento) ou fervida. A fruta cozida é uma refeição principal famosa. Muitas vezes é consumida com coco ralado ou sambol de coco, feito de coco ralado, pimenta vermelha em pó e sal misturado com uma pitada de suco de limão. Um lanche doce tradicional feito de lascas de fruta-pão secas ao sol em fatias finas, fritas em óleo de coco e mergulhadas em melaço aquecido ou xarope de açúcar é conhecido como rata del petti.
Na Índia, bolinhos de fruta-pão, chamados de jeev kadge phodi em concani ou de kadachakka varuthath em malaiala, são uma iguaria local na costa de Karnataka e Kerala. Em Seychelles, era tradicionalmente consumida como substituta do arroz, servindo como acompanhamento da alimentação. Também é consumida como sobremesa, no prato denominado de ladob friyapen, onde é cozida no leite de coco, açúcar, baunilha, canela e uma pitada de sal.

#### Sudeste Asiático e Ilhas do Pacífico

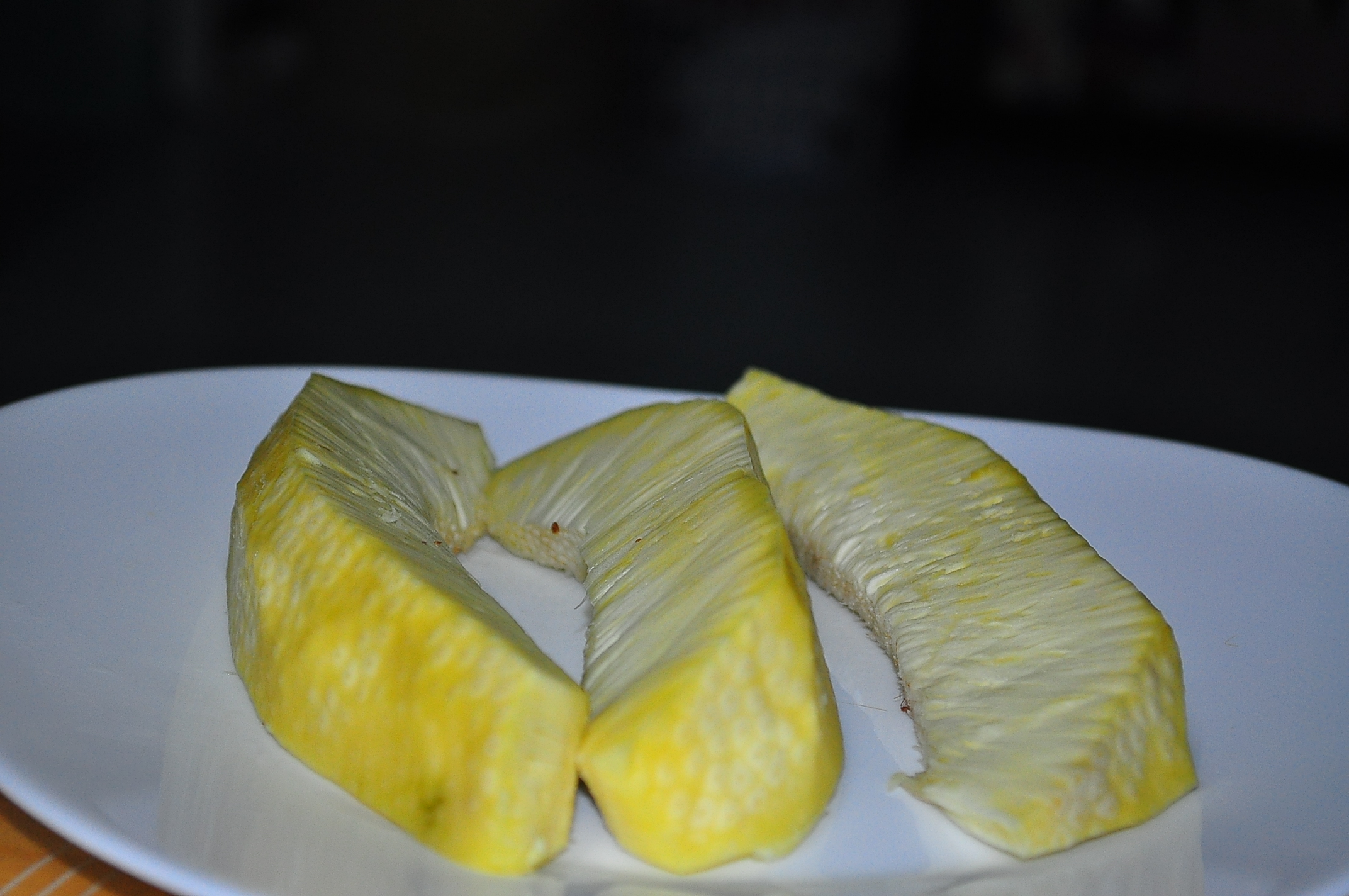
Fatias de fruta-pão (kolo) usadas na culinária filipina

Nas Filipinas, a fruta-pão é conhecida como rimas na língua tagalo e kolo em Visayan. Também é chamada de kamansi, junto com a intimamente relacionada Artocarpus camansi, e o endêmico Artocarpus blancoi. Todas as três espécies, bem como a jaca, são comumente usadas da mesma maneira em pratos salgados. Os frutos imaturos são mais comumente consumidos no ensopado de vegetais conhecido como ginataang rimas, que é cozido com leite de coco.
No Havaí, a fruta-pão é utilizada no alimento tradicional poi. Quando o poi é feito com fruta-pão, chama-se poi ʻulu.

#### Caribe e América Latina
Em Porto Rico, a fruta-pão é chamada de panapén ou pana, para abreviar, embora o nome pana seja frequentemente usado para se referir à fruta-pão-seminífera, cujas sementes são tradicionalmente cozidas, descascadas e comidas inteiras. É frequentemente servida cozida com uma mistura de bacalao salteado, azeite e cebola - principalmente como tostones. É ainda utilizada em sobremesas, como flan de pana, um creme com a fruta-pão. A farinha de fruta-pão é vendida em todo Porto Rico e usada para fazer pão, bolos, biscoitos, panquecas, waffles, crepes e almojábana.
Na República Dominicana, é chamada de buen pan ou "bom pão". No país, é um ingrediente popular para fazer curries, sopas e pratos à base de carne. Em Barbados, é cozida com carne salgada e amassada com manteiga para fazer o cou-cou de fruta-pão. Geralmente é comida em pratos com carnes.
No Haiti, a fruta-pão cozida no vapor é amassada para fazer um prato chamado tonmtonm, que é comido com um molho feito com quiabo e outros ingredientes, como peixe e caranguejo.
Em Trinidad e Tobago, a fruta-pão é usada em tortas e saladas, bem como transformada em batatas fritas. Na Jamaica, é cozida em sopas ou assada no fogão, no forno ou na brasa. É comida com o prato nacional ackee e peixe salgado.
No Brasil, receitas diversas utilizam a fruta-pão, incluindo: nhoque; carneirada; pudim; pão com massa; bolinho; e moqueca.

### Madeira e outros usos
A ávore-do-pão foi amplamente utilizada de várias maneiras entre os habitantes das ilhas do Pacífico. Sua madeira leve (gravidade específica de 0,27) é resistente a cupins e vermes, e por isso é utilizada como madeira para estruturas e canoas polinésias. A polpa da madeira também pode ser utilizada para fazer papel, chamado de tapa de fruta-pão.
Os nativos havaianos usavam seu látex pegajoso para capturar pássaros, cujas penas eram transformadas em capas.
A árvore-do-pão contém fitoquímicos com potencial como repelente de insetos. As partes dos frutos que são descartadas podem ser usadas para alimentar o gado. As folhas das árvores também podem ser consumidas pelo gado.

## Na cultura

### Mitos e tradições

Jovem de Fiji carregando exemplares da fruta-pão, em fotografia de 1900-1930

Em Puluwat, nas Ilhas Carolinas, no contexto da tradição sagrada chamada yitang, a fruta-pão (poi) é uma figura de linguagem para o conhecimento. Este conhecimento é organizado em cinco categorias: guerra, magia, reuniões, navegação e fruta-pão.
Segundo um mito etiológico havaiano, a fruta-pão originou-se do sacrifício do deus da guerra Kū. Depois de decidir viver secretamente entre os mortais como fazendeiro, Kū se casou e teve filhos. Ele e sua família viveram felizes até que uma fome tomou conta de sua ilha. Quando ele não suportava mais ver seus filhos sofrerem, Kū disse a sua esposa que ele poderia livrá-los da fome, mas para isso ele teria que deixá-los. Relutantemente, ela concordou e, seguindo sua palavra, Kū desceu ao solo exatamente onde estava até que apenas o topo de sua cabeça ficasse visível. Sua família esperou no local onde ele esteve pela última vez, dia e noite, regando-o com suas lágrimas até que, de repente, um pequeno broto verde apareceu onde Kū estava. Rapidamente, o broto se transformou em uma árvore alta e frondosa carregada de pesadas frutas-pão que a família e os vizinhos de Kū comeram com gratidão, sendo salvos da fome.
Outro mito surgido no Havaí diz que a árvore-do-pão surgiu dos testículos de um homem morto. Na história, os habitantes cozinham e comem a fruta, considerando-a saborosa. No entanto, após descobrirem de onde surgiu, passam a vomitá-la, o que faz com que se espalhe em toda a ilha. No Taiti, outra lenda afirma que a espécie surgiu das partes de um homem.

### Motim do HMS Bounty
Em 1787, o navio inglês HMS Bounty deixou a Grã-Bretanha para recolher e transportar frutas-pão do Taiti até as Índias Ocidentais, com o propósito de servirem como alimento para escravos. No entanto, durante a viagem, a disciplina dentre os militares se deteriorou, fazendo com que as relações do comandante William Bligh com sua tripulação piorassem à medida que aplicava punições mais severas, aumentando suas críticas e abusos. Um dos alvos frequentes, o assistente Fletcher Christian, iniciou um motim contra o comandante por volta de três semanas depois do navio ter deixado o Taiti. Os amotinados foram eventualmente punidos, alguns dos quais com prisão e morte. Em 1789, Bligh conseguiu transportar a fruta até as Índias Ocidentais em outra expedição.

### Coleção
A maior coleção mundial de variedades da fruta-pão foi estabelecida pela botânica Diane Ragone, em mais de 20 anos de viagem a 50 ilhas do Pacífico, em um terreno de 10 acre(s)s (4 ha) fora de Hana, na isolada costa leste de Maui (Havaí).